# Izvor (Pirot)
Pour les articles homonymes, voir Izvor.
Izvor (en serbe cyrillique : Извор) est un village de Serbie situé dans la municipalité de Pirot, district de Pirot. Au recensement de 2011, il comptait 734 habitants.

## Démographie

### Évolution historique de la population
| 1948  | 1953  | 1961  | 1971  | 1981  | 1991 | 2002 | 2011 |
| ----- | ----- | ----- | ----- | ----- | ---- | ---- | ---- |
| 1 217 | 1 163 | 1 069 | 1 103 | 1 007 | 905  | 781  | 734  |

|  |